# كارل ايوالد ماكسيميليان بوريت
كارل ايوالد ماكسيميليان بوريت (1883-1964) (بالإنجليزية: Karl Ewald Maximilian Burret)‏ هو عالم نبات ألماني.